# Mickey Roker
Pour les articles homonymes, voir Roker.
Granville William Roker, dit Mickey Roker, né le 3 septembre 1932[réf. nécessaire] à Miami et mort le 22 mai 2017 à Philadelphie, est un batteur américain de jazz.

## Biographie
Mickey Roker nait à Miami en 1932 et c'est sa mère qui s'occupe de lui durant son enfance, son père n'ayant jamais vécu avec eux. Très jeune les influences musicales caribéennes liées à ses origines l'éveil au son du calypso et de la batterie. Sa mère lui offre même une première batterie en étain. Il a seulement dix ans lorsque sa mère meurt en 1942 et sa grand-mère l'emmène alors vivre à Philadelphie avec son oncle Walter. Il prend soin de Roker et lui offre à 17 ans une batterie en kit et transmet au jeune Mickey son amour du jazz. Roker voue alors une grande admiration au batteur Philly Joe Jones. Il se marie avec Priscilla en 1956 et auront deux enfants ensemble, Ronald et Debra.
Roker s'entraîne beaucoup et grâce à la batterie évite de fréquenter les nombreux gangs de Philadelphie. Il commence par jouer des tubes des années 1940 dans un groupe nommé The High Five. Roker rencontre le contrebassiste Bob Cranshaw en 1957, ils joueront par la suite souvent ensemble entre New York et Chicago et lieront une grande amitié,. Roker décide à cette époque de vouer sa vie au jazz; il joue la musique de Ray Charles, s'associe à des musiciens tels que Jimmy Oliver, Sam Reed et même une rencontre avec le saxophoniste ténor Jimmy Heath qui le présente au vibraphoniste Milt Jackson. Celui-ci appartient alors au Modern Jazz Quartet et entraîne Roker pour aller jouer à New York. 

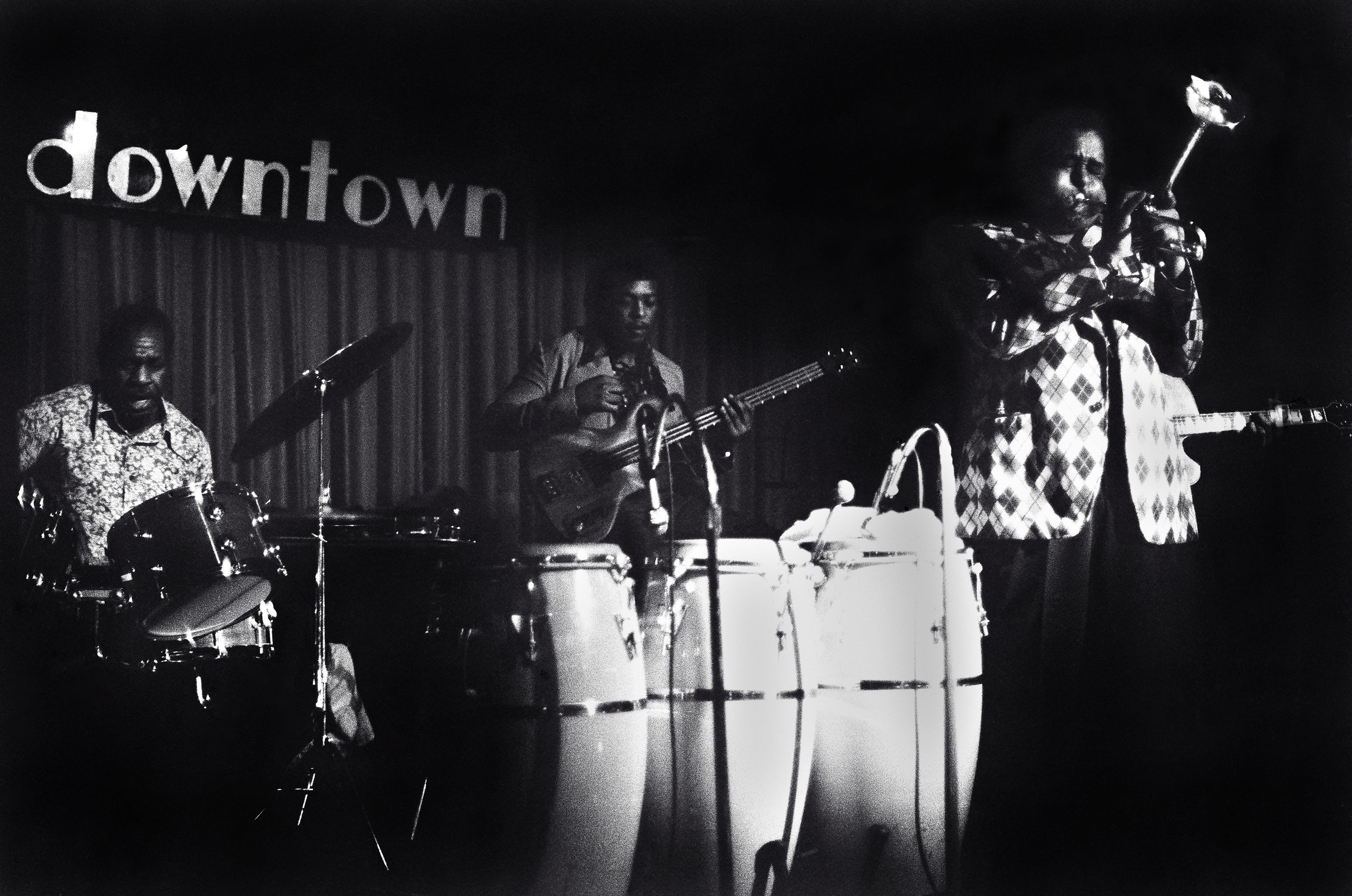
Mickey Roker, Ben Brown et Dizzy Gillespie à Buffalo (New York) en 1977.

En 1959, il accompagne le saxophoniste Gigi Gryce à New York et se fait connaître sur la scène jazz. Durant les années 1960 il est souvent demandé pour ses talents d'accompagnateur en big-band mais aussi dans de plus petits groupes, jouant en indépendant pour différents musiciens et enregistrant souvent au cours de la seconde partie de la décennie pour le prestigieux label Blue Note. Roker joue principalement à cette période à New York, enregistrant pour des pianistes tels que Junior Mance ou McCoy Tyner mais aussi les saxophonistes Gigi Gryce, Sonny Rollins et Stanley Turrentine. Il collabore également avec la chanteuse de jazz Nancy Wilson pendant deux ans et ensuite aux côtés du pianiste Duke Pearson puis du trompettiste Lee Morgan jusqu'à 1971. Son jeu fini par attirer l'attention du trompettiste Dizzy Gillespie avec qui, grâce à Lee Morgan, il collabore durant neuf ans. C'est en accompagnant le chanteur Joe Williams en tant que membre de trio du musicien Ray Nance que l'occasion lui est donnée de jouer auprès de grands noms du swing comme Coleman Hawkins, Benny Carter et Ben Webster. Dans les années 1970 il enregistre plusieurs albums avec Gillespie puis Count Basie. En 1979 il accompagne une autre chanteuse, Ella Fitzgerald sur son album A Perfect Match. Roker joue aussi avec Milt Jackson et le Modern Jazz Quartet pendant un an en remplacement de Connie Kay qui est tombé malade.